# Dwergauto

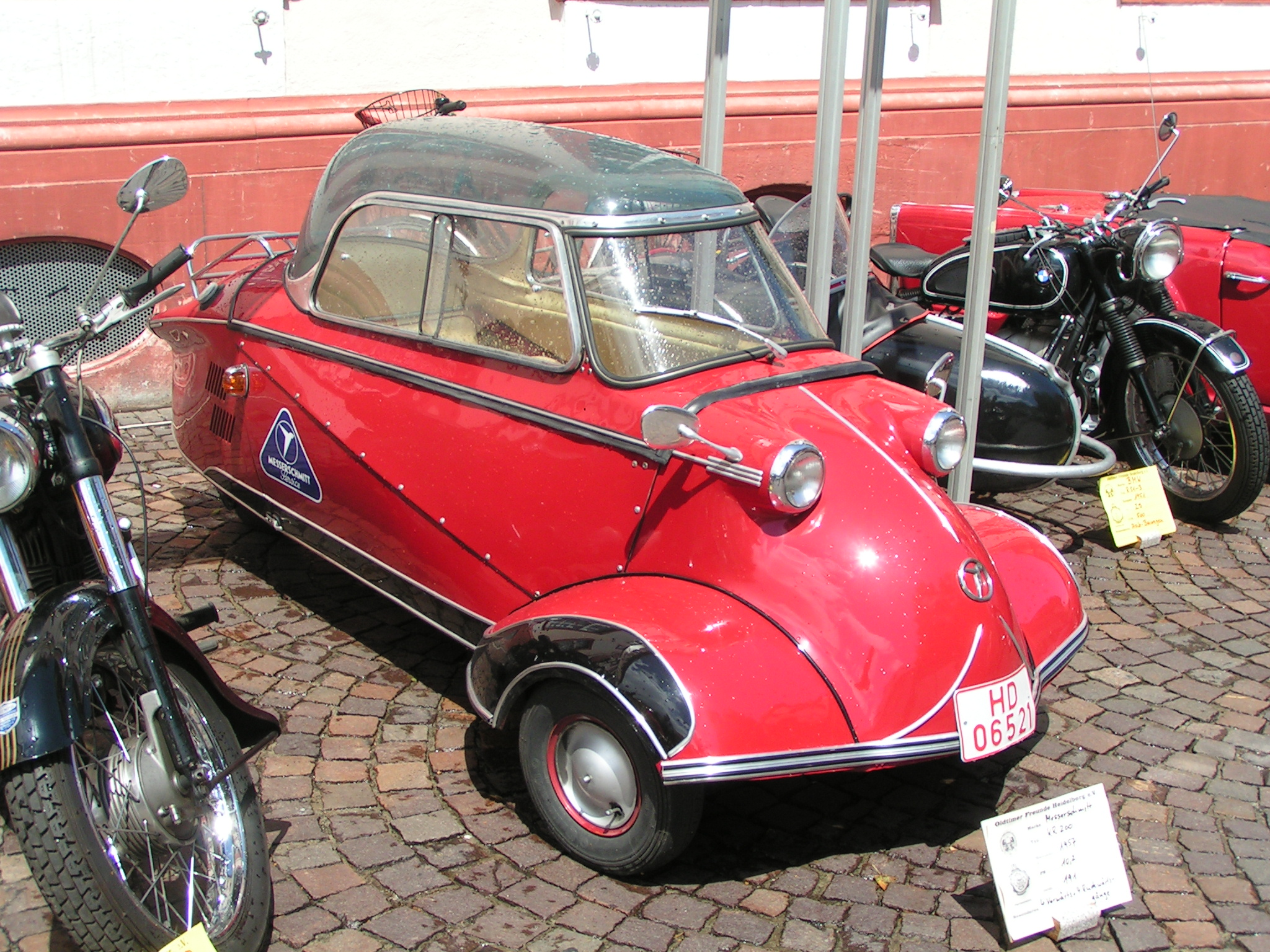
Messerschmitt Kabinenroller

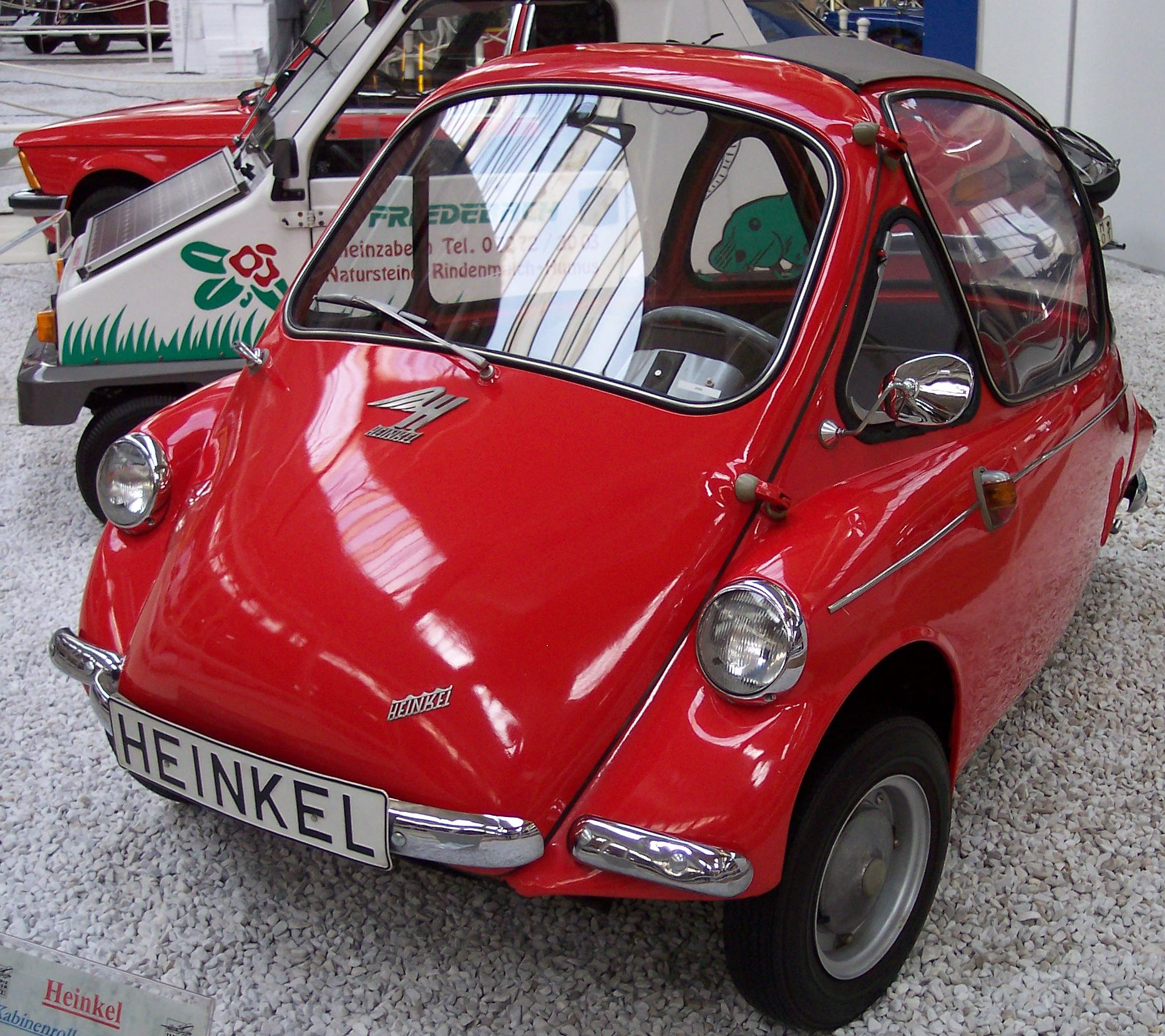
De Heinkel Kabine leek sterk op de Isetta van BMW

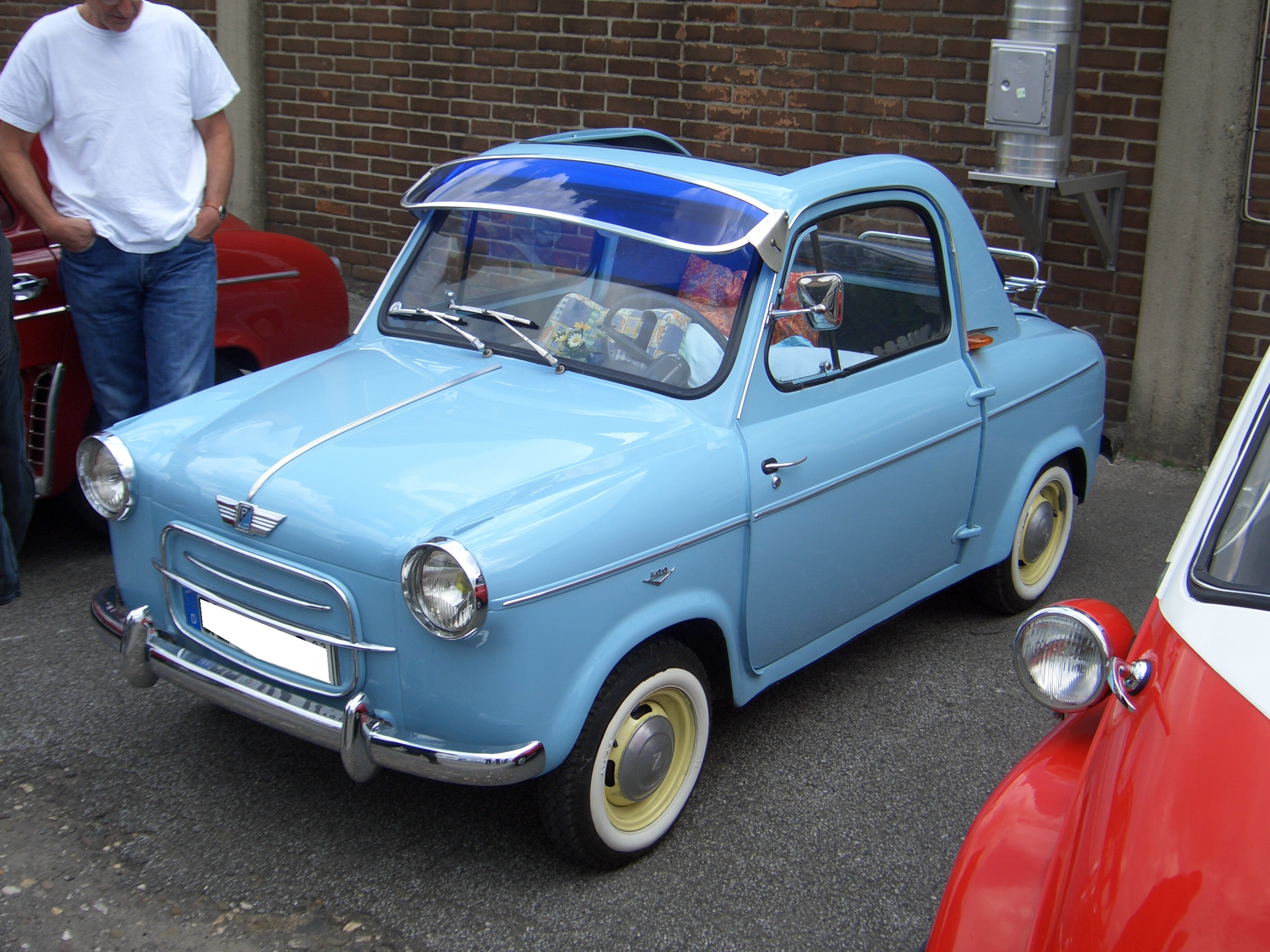
Piaggio Vespa 400

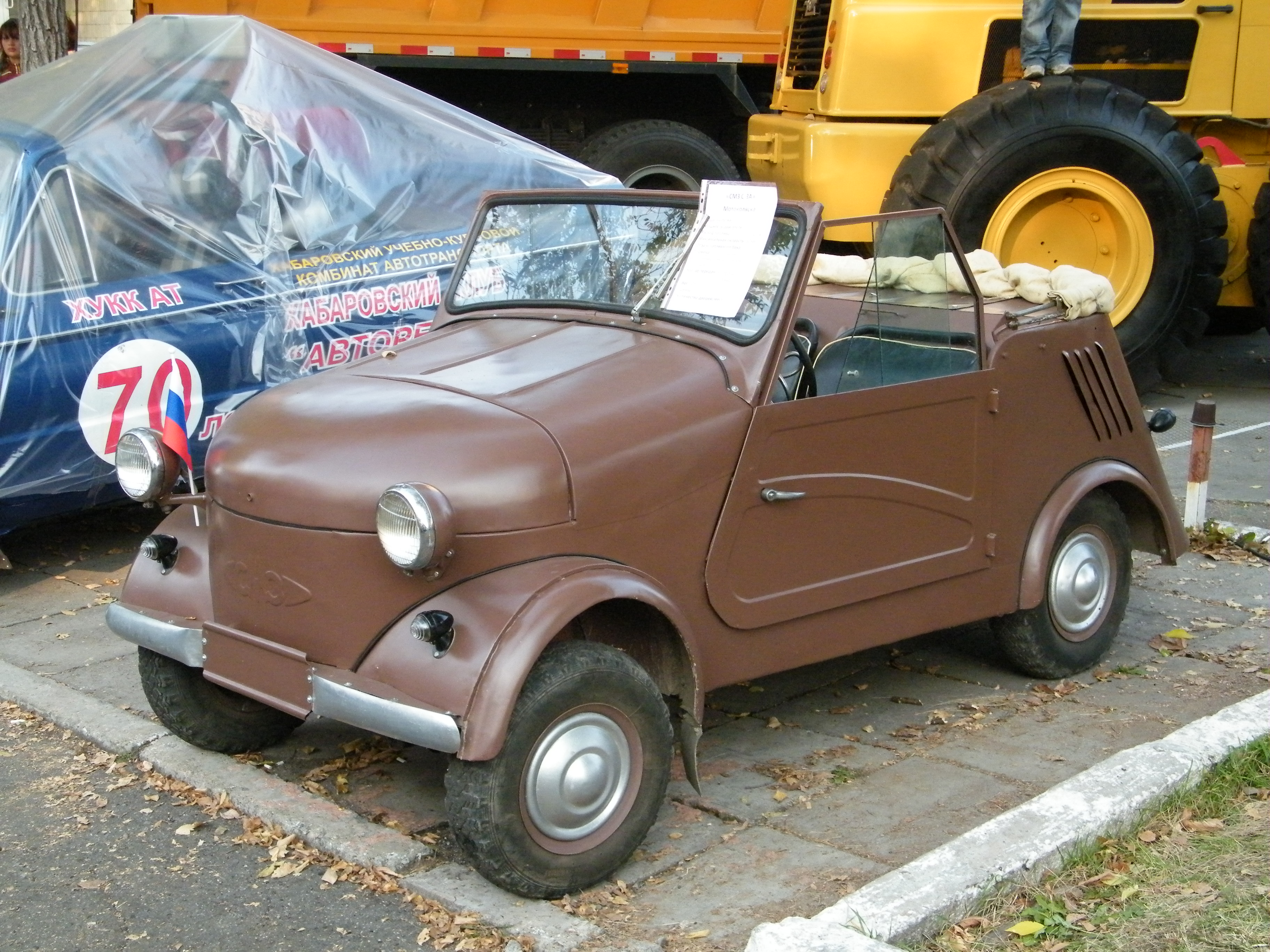
SMZ S-3A van SeAZ

Een dwergauto (ook wel microcar, bubblecar of Kabinenroller) is een zeer kleine auto.
De grens tussen auto en dwergauto is lastig te bepalen. Er worden verschillende maatstaven gebruikt. Zo zou een dwergauto bijvoorbeeld "minder dan 3 meter lang" moeten zijn. Een compact motorvoertuig met een cilinderinhoud tot 50 cc wordt sinds 1990 in Nederland gecategoriseerd als brommobiel.
Van ca. 1910 tot aan het begin van de jaren twintig werden cyclecars geproduceerd: kleine, lichte en goedkope automobielen die het gat vulden tussen de motorfietsen (inclusief tricars, tricycles en quadricycles) en de auto.

De eerste dwergauto's hadden vaak maximaal twee zitplaatsen, en drie wielen. Dit soort auto's werd meestal uit bezuinigingsoverwegingen geboren in tijden van benzine- of materiaalschaarste. Een ander voordeel van een dwergauto is dat er weinig parkeerruimte nodig is. Vooral in het Europa van na de Tweede Wereldoorlog brak voor de dwergauto een bloeitijd aan. In West-Duitsland wijdden vliegtuigproducenten als Messerschmitt en Heinkel, die geen vliegtuigen meer mochten bouwen, zich aan de productie van deze "cockpits op drie wielen". De concurrentie met wat grotere eenvoudige auto's als de Mini, de Volkswagen Kever en de Citroën 2CV konden ze echter niet aan.
Vanaf medio jaren negentig won de dwergauto weer terrein in de vorm van de brommobiel, die in Nederland met een bromfietsrijbewijs mag worden bestuurd. De Smart, een zeer kleine wagen die toen ook zijn entrée maakte, is daarentegen een volwaardige auto.

## Merknamen en modellen
- Fiat Topolino
- Glas Goggomobil
- Heinkel Kabine
- Isetta ('Eitje')
- Kleinschnittger
- K.V. Mini 1
- Lloyd (LP300)
- Messerschmitt Kabinenroller
- Mikrus MR 300
- Peel P50 (kleinste auto ooit)
- Subaru 360
- Trojan
- Vespa 400
- Zündapp Janus

### Moderne modellen
- Aixam (A.7XX serie)
- Citroën Ami
- Fiat Topolino (2023)
- Microlino
- Opel Rocks Electric
- Renault Twizy

## Dwergauto's voor gehandicapten
Er bestaan dwergauto's die specifiek als voertuig voor gehandicapten bedoeld zijn, waarmee niet gezegd is dat ze juridisch gehandicaptenvoertuigen zijn. De Thundersley Invacar was een klein driewielig Engels autootje dat specifiek voor gehandicapte personen ontwikkeld werd. Ook in de Sovjet-Unie had men kleine auto's specifiek voor gehandicapten. Ze werden gemaakt door de Autofabriek van Serpoechov.
In Nederland kent men sinds 1995 de Canta. Deze geldt juridisch als gehandicaptenvoertuig.